# Nemoria leucaspis
Nemoria leucaspis là một loài bướm đêm trong họ Geometridae.